# Luis Barrancos
Luis Barrancos Álvarez (Santa Cruz de la Sierra, 19 augustus 1946) is een voormalig voetbalscheidsrechter uit Bolivia, die onder meer actief was op het WK voetbal 1982 in Spanje. Daar leidde hij de groepswedstrijd tussen Argentinië en El Salvador, die eindigde in een 2-0-overwinning voor de Argentijnen.

## Interlands
| Datum            | Wedstrijd                | Uitslag | Competitie        | Kreeg geel | Kreeg voor de tweede keer geel en dus rood | Weggestuurd |
| ---------------- | ------------------------ | ------- | ----------------- | ---------- | ------------------------------------------ | ----------- |
| 12 maart 1977    | Peru – Ecuador           | 4 – 0   | WK-kwalificatie   | ?          | ?                                          | ?           |
| 1 augustus 1979  | Venezuela – Colombia     | 0 – 0   | Copa América      | ?          | ?                                          | ?           |
| 28 augustus 1980 | Bolivia – Paraguay       | 1 – 3   | Vriendschappelijk | ?          | ?                                          | ?           |
| 9 november 1980  | Bolivia – Uruguay        | 1 – 3   | Vriendschappelijk | ?          | ?                                          | ?           |
| 4 december 1980  | Bolivia – Finland        | 2 – 2   | Vriendschappelijk | ?          | ?                                          | ?           |
| 17 mei 1981      | Ecuador – Paraguay       | 1 – 0   | WK-kwalificatie   | ?          | ?                                          | ?           |
| 23 juni 1982     | Argentinië – El Salvador | 2 – 0   | WK-eindronde      | 5          | 0                                          | 0           |
| 26 mei 1985      | Colombia – Peru          | 1 – 0   | WK-kwalificatie   | ?          | ?                                          | ?           |
| 30 juni 1987     | Chili – Venezuela        | 3 – 1   | Copa América      | ?          | ?                                          | 2           |